# Acastus
Acastus (Oudgrieks: Ἄκαστος / Ákastos) is een personage uit de Griekse mythologie.
Acastus was de zoon van koning Pelias van Iolkos. Hij nam deel aan de Calydonische jacht en daar hij een vriend van Jason was, zeilde hij, hoewel tegen zijn vaders wil, met de Argonauten naar Colchis om het Gulden Vlies terug te halen uit het koninkrijk Kolchis met hun schip Argo.. Toen hij van daar was teruggekeerd, kreeg hij, nadat Pelias door zijn eigen dochters op aanraden van Medeia was gedood, de regering over Iolkos, hetzij dat Jason hem die schonk, toen hij vrijwillig naar Korinthe uitweek, hetzij dat Acastus Jason en Medeia met geweld verdreef wegens de op Pelias gepleegde moord. Hij gaf ter ere van zijn vader prachtige lijkspelen.
Zijn gemalin was Hippolyte. Deze vatte een ongeoorloofde liefde op voor Peleus, die, na zijn halfbroer Phocus gedood te hebben, naar Iolkos was gevlucht. Hij versmaadde echter die liefde. Toen belasterde Hippolyte hem bij haar echtgenoot, alsof hij haar eer belaagde. Acastus trachtte daarop bij een jacht, die op de Pilion werd gehouden, hem door list te doen omkomen. Door de centaur Cheiron gered trok Peleus naar Iolkos, verwoestte de stad en doodde Acastus en Hippolyte.

## Referentie
- De eerste versie van dit artikel is overgenomen uit T.T. Kroon, Mythologisch Woordenboek, 's Gravenhage, 1875 en kan dus verouderd zijn.
- art. Acastus, in F. Lübker - trad. ed. J.D. Van Hoëvell, Classisch Woordenboek van Kunsten en Wetenschappen, Rotterdam, 1857, p. 4.